# Starstrukk
"Starstrukk" là một bài hát được thu âm bởi nhóm nhạc Mỹ 3OH! 3. Đây là đĩa đơn thứ ba tổng thể và là đĩa đơn thứ hai của họ được phát hành từ album phòng thu thứ hai, Want (2008). Một phiên bản chỉ dành cho radio và album phiên bản cap cấp đã được phát hành cùng sự góp mặt của nữ ca sĩ người Mỹ Katy Perry. Phiên bản có sự góp mặt của Perry đã thành công đáng kể trên toàn thế giới, lọt vào top 10 bảng xếp hạng ở Úc, Bỉ (Wallonia), Phần Lan, Ba Lan, Cộng hòa Ireland và Vương quốc Anh. Đây là phần tiếp theo từ đĩa đơn đầu tay của nhóm, "Don't Trust Me" (2008).

## Xếp hạng

### Hằng tuần
| Bảng xếp hạng (2009–10)          | Vị trí cao nhất |
| -------------------------------- | --------------- |
| Australian Singles Chart         | 4               |
| Austrian Singles Chart           | 48              |
| Belgian Singles Chart (Flanders) | 21              |
| Belgian Tip Chart (Wallonia)     | 2               |
| Canadian Hot 100                 | 31              |
| Cộng hòa Séc (Rádio Top 100)     | 19              |
| Danish Singles Chart             | 39              |
| Dutch Singles Chart              | 65              |
| Eurochart Hot 100 Singles        | 19              |
| Irish Singles Chart              | 4               |
| New Zealand Singles Chart        | 16              |
| Slovak Airplay Chart             | 20              |
| Swedish Singles Chart            | 55              |
| UK Singles Chart                 | 3               |
| US Billboard Hot 100             | 66              |
| US Mainstream Top 40 (Billboard) | 25              |

### Cuối năm
| Bảng xếp hạng (2009)                     | Vị trí |
| ---------------------------------------- | ------ |
| Australian Singles Chart                 | 32     |
| UK Singles Chart                         | 152    |
| Bảng xếp hạng (2010)                     | Vị trí |
| Australian Singles Chart                 | 83     |
| European Hot 100 Singles                 | 68     |
| UK Singles (The Official Charts Company) | 29     |

## Chứng nhận
| Country        | Certification |
| -------------- | ------------- |
| Australia      | 2× Platinum   |
| United Kingdom | Platinum      |
| United States  | Platinum      |
| New Zealand    | Gold          |